# Абдаллах ибн Мухаммад
Абдаллах (араб. أبو محمد‎; умер в 912) — эмир Кордовы (888—912) из династии Омейядов; сын Мухаммада I и брат аль-Мунзира.

## Биография
Абдаллах стал эмиром Кордовы после смерти брата. При нём продолжалась война с Умаром ибн Хафсуном, подчинившим себе бо́льшую часть Южной Испании. В 891 году ибн Хафсун был разбит и потерял часть занятой им ранее территории. Эмир Абдаллах приказал в захваченных им городах вырезать всех христиан. В следующем году ибн Хафсун оправился от поражения и вернул назад все потерянные территории. В 901 году между эмиром и ибн Хафсуном был заключён мир, но уже на следующий год война между ними возобновилась, и не прекращалась до самой смерти Абдаллаха в 912 году.
Кроме войны с Умаром ибн Хафсуном Абдаллах на протяжении всего правления вёл неудачные войны с астурийским королём Альфонсо III и ренегатским вестготским семейством Бану Каси, контролировавшим долину реки Эбро.
К концу правления Абдаллаха у различных кланов власти было больше, чем у эмира, который реально управлял только Кордовой и её окрестностями. В 912 году он умер, назначив своим преемником внука Абд ар-Рахмана III. Своего первенца Мухаммада, отца Абд ар-Рахмана, Абдаллах приказал умертвить, и внук рос в доме деда.